# ヨアヒム・ガウク
ヨアヒム・ガウク（ドイツ語: Joachim Gauck、1940年1月24日 - ）は、ドイツの政治家、ドイツ福音主義教会牧師。第11代連邦大統領（在任：2012年 - 2017年）。

## 来歴

### ドイツの再統一まで
1940年、ドイツ北東の港町ロストックで船長の家に生まれた。1951年に父がソ連の秘密警察に連行され、 1955年までシベリアに抑留された。ピオネールにもドイツ民主共和国（東ドイツ）の支配政党・ドイツ社会主義統一党 (SED) の青年団組織である自由ドイツ青年団にも所属していなかったため、大学でマスコミ学、ドイツ語学文学研究を志したが許可されなかった。そのため、入学が許可されたロストック大学神学部へ進んだ。当初は神学部への進学が自身の適性に合っているのか確信できなかったが、1965年にドイツ福音主義教会に属しているメクレンブルク福音ルター派州教会の牧師補になり、1967年には按手礼を受け、ギュストロー近くの村の牧師になった。

### 旧東ドイツの崩壊と共に
ガウクは東ドイツの旧体制に対して早い時期に批判的な立場を取っていたが、1989年に旧体制批判派の市民団体新フォーラムを結成、地元ロストックで夕べの祈りを主宰し、抗議デモ拡大のきっかけを作り社会主義独裁体制の崩壊を導いた。1990年3月に行われたドイツ民主共和国最後の人民議会選挙で同盟90から当選、同年6月に人民議会にて「ドイツ民主共和国国家保安省解体の進捗および管理に関する特別調査委員会」の委員長に就任した。ドイツ民主共和国国家の消滅後もドイツ連邦共和国大統領及び首相よりドイツ民主共和国国家保安省（略称：シュタージ）の保持する個人情報管理に関する特別監理官としてその任務を委託された。なお、当該組織は1992年1月2日に施行された法改正に伴い、ガウクの役職は『ドイツ連邦政府によるドイツ民主共和国国家保安省に関する書類の処理に関する受託官』となった。2000人を超すその組織は、その複雑な名称から一般に「ガウク機関」と呼ばれた。当該組織の正式名称は『連邦政府によるドイツ民主共和国国家保安省の書類監理に関する業務の受託機関』（Die Behörde der Bundesbeauftragten für die Unterlagen des Staatssicherheitsdienstes der ehemaligen Deutschen Demokratischen Republik(BStU)）。この役職を2期を務めた後、多選制限が定められていたため、2000年にガウクは退官した。
ドイツ民主共和国の解体・消滅と、新連邦州のドイツ連邦共和国への移行期に、1990年の10月3日から特別監理官として任務を受託されるまでの一日だけ連邦議会議員だったこともある。
当時、SPDから政治家としての参画を請われた経緯があったが、政治家としての道を選ばずテレビ番組の司会や講演活動を行い、自らが立ち上げた前述の新フォーラムが合併された政治組織である同盟90が、1993年に緑の党と手を結んだ際には、その動きから距離を置いた。
2003年からはベルリンに本拠を置き、中間法人『民主主義のために忘れない』（Gegen Vergessen – Für Demokratie e. V.）代表に就任、現在はドイツ国民基金（Die Deutsche Nationalstiftung）の評議員も務めている。2008年にはヴァーツラフ・ハヴェル前チェコ大統領と共に、プラハ宣言において欧州における共産主義独裁政権の犯罪について言及し署名している。
ベルリン市内在住、妻ゲアヒルド（ハンズィ）と子供が4人居るが妻はロストック、2人の息子と娘1人は旧西ドイツ地域に在住。妻とは現在も正式には離婚していないが、1990年から「ディー・ツァイト」紙のヘルガ・ヒルシュ記者と同棲していた。1998年からはニュルンベルガーツァイトゥング（Nürnberger Zeitung）の政治記者であったダニエラ・シャットと現在まで10年以上にわたる交際を続けている。シャットは大統領夫人としてガウクとベルリンで生活している。

### 連邦大統領候補として
1999年キリスト教社会同盟（Christlich-Soziale Union）はドイツ社会民主党のヨハネス・ラウ候補の対抗馬としてガウクの擁立を画策したが失敗、2010年にドイツ社会民主党と緑の党はキリスト教民主同盟とドイツ自由民主党の推すクリスティアン・ヴルフの対立候補としてガウクを擁立した。

#### 交通事故
2010年6月23日昼頃、ミュンヘンでの遊説からベルリンへの帰途、ミュンヘン市内で同乗していた車輌が自転車との接触事故を起こしたが乗用車側に乗っていたスタッフはガウク本人も含め怪我は無かった。衝突した相手方はマウンテンバイクに乗っており、逆走行していたことやヘルメットを被っていなかった等の過失もあり、運転手は刑事処分について言及されていない。自転車の運転手は一命は取り留めたが病院へ搬送された後、経過観察中である。ガウクは事故当日の予定をすべてキャンセルし、この自転車運転手を病院へ見舞った。
この事故に関して、当時のドイツキリスト教民主同盟側対立候補のクリスティアン・ヴルフは「日常の誰にでも起こりうる状況に遭遇したということだ。私たちみんなはできるだけ早い患者の健常な復帰を望んでいる。」と語った。

#### 2010年6月30日の連邦会議における投票の結果
この結果は下記のとおりで、票が分散した結果、第3回投票まで行われたが、左翼党の協力を得ることができず、最終的に敗北した。
| 2010年6月30日 総投票権 1244 | 2010年6月30日 総投票権 1244 | 2010年6月30日 総投票権 1244 | 2010年6月30日 総投票権 1244 | 2010年6月30日 総投票権 1244 | 2010年6月30日 総投票権 1244                              |
| 進捗                        | 候補                        | 得票数                      | 得票率                      | 政党                        | 支持                                                     |
| --------------------------- | --------------------------- | --------------------------- | --------------------------- | --------------------------- | -------------------------------------------------------- |
| 第一回                      | クリスティアン・ヴルフ      | 600                         | 48.2 %                      | ドイツキリスト教民主同盟    | ドイツキリスト教民主同盟, キリスト教社会同盟, 自由民主党 |
| 第一回                      | ヨアヒム・ガウク            | 499                         | 40.1 %                      | 無所属                      | ドイツ社会民主党, 緑の党                                 |
| 第一回                      | ルクレツィア・ヨヒムセン    | 126                         | 10.1 %                      | 左翼党                      | 左翼党                                                   |
| 第一回                      | フランク・レンニッケ        | 3                           | 0.2 %                       | ドイツ国家民主党            | ドイツ国家民主党                                         |
| 第一回                      | 棄権                        | 13                          | 1.0 %                       |                             |                                                          |
| 第一回                      | 無効                        | 1                           | 0.1 %                       |                             |                                                          |
| 第一回                      | 欠席                        | 2                           | 0.2 %                       |                             |                                                          |
| 第二回                      | クリスティアン・ヴルフ      | 615                         | 49.4 %                      | ドイツキリスト教民主同盟    | ドイツキリスト教民主同盟, キリスト教社会同盟, 自由民主党 |
| 第二回                      | ヨアヒム・ガウク            | 490                         | 39.4 %                      | 無所属                      | ドイツ社会民主党, 緑の党                                 |
| 第二回                      | ルクレツィア・ヨヒムセン    | 123                         | 9.9 %                       | 左翼党                      | 左翼党                                                   |
| 第二回                      | フランク・ライニッケ        | 3                           | 0.2 %                       | ドイツ国家民主党            | ドイツ国家民主党                                         |
| 第二回                      | 棄権                        | 7                           | 0.6 %                       |                             |                                                          |
| 第二回                      | 無効                        | 1                           | 0.1 %                       |                             |                                                          |
| 第二回                      | 欠席                        | 5                           | 0.4 %                       |                             |                                                          |
| 第三回                      | クリスティアン・ヴルフ      | 625                         | 50.2%                       | ドイツキリスト教民主同盟    | ドイツキリスト教民主同盟, キリスト教社会同盟, 自由民主党 |
| 第三回                      | ヨアヒム・ガウク            | 494                         | 39.7%                       | 無所属                      | ドイツ社会民主党, 緑の党                                 |
| 第三回                      | 棄権                        | 121                         | 9.7%                        |                             |                                                          |
| 第三回                      | 無効                        |                             | 0.2%                        |                             |                                                          |
| 第三回                      | 欠席                        |                             | 0.2 %                       |                             |                                                          |

### 連邦大統領
2012年2月17日、汚職事件の捜査進展に伴いクリスティアン・ヴルフがドイツ連邦共和国連邦大統領を辞任。後任として、2010年の連邦会議においてヴルフに敗れたガウクが就任する方向となり、同年3月18日に選出された。
2013年8月、ベルリンの学校で演説し、極右政党ドイツ国民民主党の党首らを2度に亘って馬鹿と侮蔑する発言をした。同党からこの発言を問題視されガウクは提訴された。2014年6月にドイツの司法当局は「ガウク連邦大統領には、国家民主主義者を侮辱する権利がある。彼は、自分の考えを表すために、自ら必要と見なす言葉を使うことができる。」と判断し、同党の訴えは退けられた。また難民問題では、難民を敵視するのではなく共生するべきと訴えた。
2016年6月6日、高齢を理由に連邦大統領の再選は目指さず、1期限りでの退任を表明した。2017年3月19日に任期満了で連邦大統領を退任。

## 年譜
- 1940年1月24日 北東ドイツのハンザ同盟都市ロストックの船長の家に生まれる
- 1958年～1965年までロストックにて神学を学ぶ。
- 1967年シュヴェリーン県ギュストロー（ドイツ語版）でメクレンブルク福音ルター派州教会の牧師に就任。
- 1971年ロストック西郊のエヴァースハーゲン（ドイツ語版）へ牧師として転じ、ロストック地域の地域活動や青少年運動を支援
- 1982年～1990年東ドイツ教会大会（キルヘンターク）のメクレンブルク地区長を務める。
- 1990年3月18日　新フォーラム(NEUS FORUM)のメンバーとしてドイツ民主共和国最後の人民議会選挙に当選
- 1990年6月7日ドイツ民主共和国国家公安省（略称：シュタージ）解体の進捗および管理に関する特別議会調査委員会の議長に就任
- 1990年10月3日（ドイツ民主共和国の解体に伴いドイツ連邦共和国大統領及び首相よりドイツ民主共和国国家公安省（略称：シュタージ）の保持する個人情報管理に関する特別任命官を拝命
- 2000年9月　任期満了に伴い退官
- 2000年中間法人　『民主主義のために忘れない（Gegen Vergessen – Für Demokratie e. V）』代表に就任
- 2010年6月30日　ドイツ連邦共和国連邦大統領を選出する連邦会議の投票において敗北
- 2012年3月18日 ドイツ連邦共和国連邦大統領（第11代）に選出
- 2017年3月19日　任期を終え、連邦大統領職を退任

## 主な表彰
- 1991年: テオドール・ホイス賞　Theodor-Heuss-Medaille[14]（旧東独での市民運動の仲間と共に）
- 1995年: ドイツ連邦共和国功労勲章一等功労十字章
- 1997年: ハンナ・アーレント政治賞　Hannah-Arendt-Preis für politisches Denken[15]
- 1999年: ロストック大学[16]名誉博士号
- 1999年: ハンガリー　ナジ・イムレ章
- 2000年: ドルフ・シュテルンベルガー賞　Dolf-Sternberger-Preis[17]
- 2001年: ドレスデン記者クラブによるエーリッヒ・ケストナー賞　Erich-Kästner-Preis[18]
- 2005年: アウクスブルク大学（ドイツ語版）　名誉博士号[19]
- 2008年: トーマス・デーラー賞[20]
- 2009年: カッセル市市民賞　知性のガラス　Das Glas der Vernunft[21]
- 2012年：ロストック市名誉市民

## 著書
下記はいずれもドイツ語で書かれた主なもの
- 1991年:『シュタージ、その東ドイツの残した信じられない遺産』　原題 Die Stasi-Akten. Das unheimliche Erbe der DDR. (= 　　　　　　rororo 13016) Rowohlt社刊,1991. ISBN 3-499-13016-5
- 2009年: 『夏の日に訪れる冬、秋の日に訪れる春』　原題Winter im Sommer – Frühling im Herbst. Erinnerungen. ： Siedler社刊 2009. ISBN 978-3-88680-935-6